# Ранко Шипка
Ранко Шипка (Велико Очијево, код Дрвара, 1. октобар 1917 — околина Травника, 7. новембар 1944), учесник Народноослободилачке борбе и народни херој Југославије.

## Биографија
Рођен је 1. октобра 1917. године у селу Велико Очијево, код Дрвара. Потиче из многочлане сељачке породице, која је имала деветоро деце. Било му је свега шест година, када му је отац Јован умро, па га је тада најстарији брат Никола, који је био трговачки помоћник у Бањалуци, повео са собом. Основну школу и Трговачку академију је завршио у Бањалуци, а потом је студирао на Високој економско-комерцијалној школи у Загребу.
Још као ученик Трговачке академије приступио је револуционарној омладини. Године 1937. примљен је у чланство Савеза комунистичке омладине Југославије (СКОЈ) и активно се сарађивао у Клубу академичара Бањалуке и Културно-уметничком друштву „Пелагић“. За време студија у Загребу, био је активан и у студентском револуционарном покрету, али је током читавих студија одржавао везу са покретом у Бањалуци. У чланство Комунистичке партије Југославије (КПЈ) примљен је 1939. године.
После Априлског рата и окупације Краљевине Југолсавије, 1941. године, вратио се у Бањалуку, где је био један од главних организатора прикупљања и склањања оружја, а потом и руководилац првих диверзантских акција у окупираној Бањалуци. Кад је почео устанак на Козари, јула 1941. године, Ранко је био међу организаторима устанка заједно са др. Младеном Стојановићем и Јосипом Мажаром Шошом. Истакao се једној од првих устаничких акција, када је са својом четом спречио упад усташа у костајничка села. Крајем октобра 1941. године, с групом својих бораца, прешао је набујалу реку Врбашку и изненадио непријатеља за ручком. За време борбе на Мраковици, 5. децембра 1941. године, у најодлучнијем делу борбе, повео је на јуриш резервни део Козарског партизанског одреда и тиме савладао и последњи непријатељски отпор. За овај подвиг био је похваљен од стране Младена Стојановића, руководиоца устанка на Козари.
Крајем марта 1942. године од снага Другог крајишког партизанског одреда формиран је Ударни партизански батаљон, чији је задатак био разбијање четничког покрета у централној Босни. Ранко је у овом батаљону био најпре командир чете, затим заменик команданта и на крају командант. Овај батаљон се маја 1942. године, после низа успешних борби, вратио на Козару, где је учествовао у борбама током непријатељске офанзиве на Козару. Током јуна и јула 1942. године бори се против непријатеља са својим борцима, бранећи сваку стопу Козаре. Налазио се међу оним борцима, који су у ноћи 4/5. јула, после жестоких окршаја, прса у прса, на линији Патрија-Планиница-Јутрогушина, пробили непријатљски обруч.
Када је 2. августа 1942. године у селу Бошњацима код Санског Моста, формирана Друга крајишка ударна бригада, Ранков Ударни батаљон је посао њен Први батаљон. Септембра 1942. године, учествовао је на Мањачи, у разбијању немачко-домобранске групе, која је бројала око 4.000 војника. Приликом борби за ослобођења Јајца, његов батаљон је савладао и последњи отпор непријатеља, због чега је Оперативни штаб НОП одреда Босанске крајине, 28. септембра 1942. године, похвалио Први батаљон Друге крајишке бригаде, а посебно његовог команданта — Ранка Шипку.
У току борби за Бихаћ, новембра 1942. године, посебно се истакао, јер је са својим батаљоном, покушао да непримећен уђе у град. У том покушају његови борци су извели јуриш на мост преко Уне, што је умногоме допринело позитивном исходу битке. За овај подвиг, био је похваљен од стране Врховног команданта НОВ и ПОЈ Јосипа Броза Тита, у Билтену Врховног штаба број 20-22: 
| „ | За храбро држање и примјерно испуњавање својих задатака похваљујем сљедеће другове — Ранка Шипку, студента комерцијале, команданта батаљона крајишке бригаде, који је са својим борцима упао у Бихаћ без борбе. Друг Шипка је неизмјерно храбар и популаран међу војницима. | ” |

У време жестоких борби на Грмечу, јануара 1943. године постављен је за команданта Пете крајишке козарске ударне бригаде. Под његовом командом бригада је у другој половини 1943. године учествовала у могим борбама у централној Босни и у Првој и Другој бањалучкој операцији. У пролеће 1944. године постављен је за заменика команданта Једанаесте крајишке дивизије, а затим и заменика команданта Четврте крајишке дивизије.
Погинуо је 7. новембра 1944. године у аутомобилској незгоди на путу између Травника и Зенице. Имао је чин потпуковника НОВЈ. Сахрањен је у спомен-комплексу на Шехитлуцима, код Бањалуке.
Указом Председништва АВНОЈ-а, 25. септембра 1944. године, још за живота, одликован је Орденом партизанске звезде првог реда, а Указом Президијума Народне скупштине ФНР Југославије, 26. јула 1949. године, постхумно је проглашен за народног хероја.